# Morris Finley
Pour les articles homonymes, voir Finley.
Morris Finley, né le 2 août 1981 à Opelika en Alabama, est un joueur américain de basket-ball.